# Toshiki Koike
Toshiki Koike (小池 知己?, Koike Toshiki; Prefettura di Kanagawa, 10 novembre 1974) è un ex calciatore giapponese, di ruolo centrocampista.